# Ampelamus
Ampelamus là chi thực vật có hoa trong họ Apocynaceae.